# Huta Bulu Mejan
Huta Bulu Mejan is een bestuurslaag in het regentschap Toba Samosir van de provincie Noord-Sumatra, Indonesië. Huta Bulu Mejan telt 723 inwoners (volkstelling 2010).